# Palestijnse Democratische Unie
De Palestijnse Democratische Unie (Arabisch:الاتحاد الديمقراطي الفلسطيني , Al-Ittihad al-Dimuqrati al-Filastini, afgekort als FIDA (Arabisch: فدا)) is een kleine Palestijnse politieke partij actief in de Palestijnse Bevrijdings Organisatie (PLO) en de Palestijnse Nationale Autoriteit (PNA).

## Overtuigingen en ideologie
De slogan van de FIDA is "vrijheid, onafhankelijkheid, rendement, democratie en socialisme". Het presenteert zich zelf als een progressieve, seculiere en democratische socialistische partij.
Democratisch Front voor de Bevrijding van Palestina (DFLP) · Fatah · Hamas · Palestijnse Democratische Unie (FIDA) · Palestijns Nationaal Initiatief (PNI) · Palestijnse Volkspartij (PPP) · Palestijns Volksgevechtsfront (PPSF/PSF) · Volksfront voor de Bevrijding van Palestina (PFLP) · Volksfront voor de Bevrijding van Palestina - Algemeen Commando (PFLP-GC) · De Toekomst · Derde Weg Partij · As-Sa'iqa · Arabisch Bevrijdingsfront